# Fenazepam
El fenazepam (también conocido en Rusia como bromdihlorfenilbenzodiazepina) es una fármaco benzodiacepina, que se desarrolló en la Unión Soviética en 1975, y ahora producida en Rusia y algunos países de la CEI.
El fenazepam se usa en el tratamiento de varios trastornos mentales, como la esquizofrenia y la ansiedad. Se puede usar como premedicación antes de la cirugía a medida que aumenta los efectos de los anestésicos. Recientemente, el fenazepam ha ganado popularidad como droga recreativa; Se ha informado un mal uso en el Reino Unido, Finlandia, Suecia, y los Estados Unidos.

## Indicaciones
- Neurosis, similar a la neurosis, psicopatía (trastorno de la personalidad), similar a la psicopátía y otras afecciones acompañadas de miedo, ansiedad, aumento de la irritabilidad y labilidad emocional
- Psicosis reactiva breve y síndrome hipocondriasis-senestopático
- Disfunción vegetativa y labilidad vegetativa
- Insomnio
- Síndrome de abstinencia alcohólica
- Epilepsia del lóbulo temporal y epilepsia mioclónica (usadas solo ocasionalmente porque existen mejores opciones)
- Hipercinesia y tics
- Espasticidad muscular[10]

Por lo general, el tratamiento con fenazepam normalmente no debe exceder las 2 semanas (en algunos casos, la terapia puede prolongarse hasta 2 meses) debido al riesgo de abuso y dependencia de drogas. Para prevenir el síndrome de abstinencia, es necesario reducir la dosis gradualmente.

## Química
Fenazepam es un fármaco de la clase de las benzodiazepinas. Estos contienen un anillo de benceno fusionado con un anillo de diazepina, que es un anillo de siete miembros con los dos componentes de nitrógeno ubicados en R1 y R4. El anillo de bencilo de fenazepam se sustituye en R7 con un grupo de bromo. Como la mayoría de las benzodiacepinas, el fenazepam tiene un anillo de fenilo en R5 que se sustituye por cloro en el grupo R2 '. Phenazepam también contiene un grupo de oxígeno doble unido a R2 de su anillo de diazepina para formar una cetona. Esta sustitución de oxígeno en R2 se comparte con otras drogas benzodiacepinas con el sufijo -Azepam.
Al igual que otras benzodiacepinas, el fenazepam (7-bromo-5- (2-clorofenil) -1,3-dihidro-1,4-benzodiacepina-2-ona) está compuesto por un anillo de benceno fusionado con un 1,4-anillo de diazepina de siete miembros . Se une un anillo de 2 clorofenilo en la posición 5 y se une un bromo en la posición 7. El fenazepam tiene una fórmula molecular de C15H10BRCLN2O y un peso molecular de 349,6 g/mol.

## Efectos secundarios
Los efectos secundarios incluyen hipo, mareos, pérdida de coordinación y somnolencia, junto con amnesia anterógrada que puede pronunciarse a dosis altas. Al igual que con otras benzodiacepinas, en caso de interrupción abrupta después de un uso prolongado, pueden ocurrir síntomas de abstinencia severos, incluidos inquietud, ansiedad, insomnio, convulsiones, y muerte, aunque debido a su vida media intermedia como así también, el de sus metabolitos activos, estos síntomas de abstinencia pueden tardar dos o más dias en manifestarse.

## Contraindicaciones y especial precaución
Las benzodiacepinas requieren precaución especial si se usan en los ancianos, durante el embarazo, en niños, individuos y individuos dependientes de drogas o drogas con trastornos psiquiátricos comórbidos.
El fenazepam no debe tomarse con alcohol ni cualquier otro depresión del SNC. No debe usarse terapéuticamente durante períodos de más de un mes, incluida la disminución del medicamento, según lo recomendado para cualquier benzodiazepina en el Formulario Nacional Británico. Algunos pacientes pueden requerir un tratamiento a largo plazo.
Se descubrió que Phenazepam era un componente en algunas mezclas de incienso herbal en Australia y Nueva Zelanda en 2011, a saber, 'Kronic'. La variedad de productos particular se retiró en breve del mercado después y se reemplazó por una nueva formulación.

## Síntesis
Primero, el 2-(o-clorobenzoilamino)-5-bromo-2-clorobenzofenona se prepara por acilación de p-bromoanilina con cloruro de acilo del ácido o-clorobenzoico en presenccia de un catalizador de cloruro de zinc. Este se hidroliza con ácido sulfúrico acuoso para producir 2-amino-5-bromo-2'-clorobenzofenona, la cual es entonces acilada con clorhidrato de cloruro de acilo del ácido aminoacético en cloroformo para formar clorhidrato de 2-(aminometilcarbonilamino)-5-bromo-2-clorobenzofenona, que se convierte en una base con amoníaco acuoso y luego se cicla térmicamente a bromodihidroclorofenilbenzodiazepina (fenazepam).
El clorhidrato de cloruro de acilo del ácido aminoacético se prepara mediante el tratamiento químico de la glicina con pentacloruro de fósforo (PCl5) en cloroformo.
Este método de síntesis de Fenazepam fue desarrollado en la década de 1970 en el Instituto Físico-Químico de la Academia de Ciencias de Ucrania.

## Detección en fluidos biológicos
El fenazepam puede medirse en sangre o plasma por métodos cromatográficos. Las concentraciones de fenazepam en sangre suelen ser inferiores a 30 μg/L durante el uso terapéutico, pero con frecuencia han estado en el rango de 100–600 μg/L en operadores de vehículos automotrices arrestados por capacidad de conducción deteriorada.